# Chartèves
Chartèves es una comuna francesa, situada en el departamento de Aisne, de la región de Alta Francia.

## Demografía
| 241 | 226 | 235 | 252 | 303 | 370 | 375 | 347 |
| Para los censos de 1962 a 1999 la población legal corresponde a la población sin duplicidades (Fuente: INSEE [Consultar]) |     |     |     |     |     |     |     |